# Leptonema agraphum
Leptonema agraphum är en nattsländeart som först beskrevs av Friedrich Anton Kolenati 1859.  Leptonema agraphum ingår i släktet Leptonema och familjen ryssjenattsländor. Inga underarter finns listade i Catalogue of Life.